# مين
مين (بالإنجليزية: Maine)‏ هي ولاية تقع في أقصى شمال منطقة نيو إنغلاند في شمال شرق الولايات المتحدة. ترتيب مين هو التاسع والثلاثين من حيث المساحة والحادي والأربعين من حيث السكان بين الولايات والأقاليم الأمريكية. تحدها ولايات نيو هامبشر إلى الغرب، والمحيط الأطلسي إلى الشرق، ومقاطعات نيو برونزويك وكيبك الكنديتين إلى الشمال. مين هي أقصى الولايات شرقا بين الولايات الأمريكية المتجاورة، وفي أقصى الشمال بين الولايات شرق البحيرات الكبرى. وهي تعرف بساحلها الصخري الخشن، وجبالها المنخفضة؛ الغابات الداخلية الكثيفة، وممراتها المائية الخلابة؛ وتشتهر أيضا بالمأكولات البحرية، وخاصة المحار وجراد البحر. تتبع الولاية كلها المناخ القاري، حتى في المناطق الساحلية مثل مدينة بورتلاند والتي هي أكبر مدنها سكانا. عاصمة الولاية هي مدينة أوغوستا.
سكنت القبائل الأصلية المنطقة منذ آلاف السنين. وسكنتها عدة قبائل ناطقة بلغات الألغونكين في زمن وصول الأوروبيين. أسست أول مستوطنة أوروبية في المنطقة على يد الفرنسيين في عام 1604 في جزيرة سانت كروا، وأسسها بيير دوغوا سيور دي مونس. أما أول مستوطنة إنجليزية فكانت مستعمرة بوفام قصيرة العمر، التي أنشأتها شركة بليموث في 1607. تم إنشاء عدد من المستوطنات الإنجليزية على طول ساحل ولاية ماين في عشرينات القرن السابع عشر، رغم أن المناخ القاسي والحرمان والصراع مع الشعوب المحلية جعل العديد منها تفشل على مر السنين.
ومع دخول ماين القرن الثامن عشر، لم ينج من المستوطنات الأوروبية سوى نصفها. تنافست القوات الموالين والوطنيين على أراضي ماين خلال الثورة الأمريكية وحرب 1812. احتلتها القوات البريطانية في ختام حرب عام 1812، ولكن أعيد الإقليم إلى الولايات المتحدة كجزء من معاهدة السلام التي شملت أرضا مخصصا للقبائل الأصلية في شبه جزيرة ميشيغان. كانت مين جزءا من كومنولث ماساتشوستس حتى عام 1820، عندما صوتت للانفصال عن ماساتشوستس لتصبح ولاية منفصلة. في 15 مارس 1820، في ظل تسوية ميسوري، تم قبولها في الاتحاد لتكون الولاية الثالثة والعشرين.
وتعتبر إحدى الولايتين (الأخرى هي نيبراسكا) التي تمتلك نظام اقتراع مخالف للنظام المتبع في بقية الولايات، حيث تعتمد نظام الإقتراع اللائحي النسبي بدل الإقتراع اللائحي الأغلبي.

## الجغرافيا
مين هي الدولة الشرقية في الولايات المتحدة، يحدها من الشمال والشمال الشرقي مقاطعة نيو برونزويك الكندية ومن الجنوب والشرق المحيط الأطلسي ومن الشمال الغربي مقاطعة كيبيك الكندية، وتسمى الولاية بولاية شجر الصنوبر، توجد في الولاية غابات مختلطة ذات الأوراق العريضة المعتدلة.
تحتل الولاية المركز 39 من حيث المساحة، تقع ما بين خطي عرض 43°4 شمال - 47°28 شمال، وخطي طول 66°57 غرب - 71°7 غرب.

## المناخ
تقع ولاية مين في المناخ القاري الرطب ، تكون الحارة صيفا، والشتاء بارد وثلجي في جميع أنحاء الولاية، وخاصة شديدة في الأجزاء الشمالية من الولاية، أعلى مستوى خلال النهار عادة ما تكون في 75-80 °F (24-27 °C) مجموعة في جميع أنحاء الولاية في شهر يوليو، مع أدنى مستوى بين عشية وضحاها في 50s عالية °F (حوالي 15 درجة مئوية).

## الأنهار
يوجد في ولاية مين الكثير من أنهار، حيث يصل عدد الأنهار في ولاية تقريبا إلى 116 نهرا، ويوجد في الولاية
أيضا نهر تسمى نهر أردن التي يبلغ طوله 8 كم، ومن الأنهار التي توجد في الولاية مين: نهر القديس جون، نهر الأحمر، نهر البرتقال، نهر أورلند، نهر بيماكويد، نهر المستنقع، نهر داكوام، نهر الاجاش، نهر هارينجتون، نهر ناراجواجس، نهر باجادوس، نهر كينيباجو.

## السكان
يبلغ عدد سكان ولاية مين كان 1329192 في 1 يوليو 2012، وتبلغ الكثافة السكانية للدولة 41.3 شخص لكل ميل مربع، مما يجعلها الأقل الولاية ذات الكثافة السكانية العالية في الساحل الشرقي ومن جميع الولايات المطلة على الساحل الأطلسي.
أما من حيث النسب فان:
1. 23.9٪ الفرنسية أو الفرنسية الكندية
2. 21.6٪ الإنجليز
3. 17.8٪ الأيرلنديين
4. 9.4٪ الأمريكيين
5. 8.5٪ الألمانيين
6. 5.8٪ الإيطاليين
7. 5.5٪ الاسكتلنديين
8. 2.1٪ البولنديين
9. 1.8٪ السويديين
10. 1.7٪ سكوتش والأيرلندية [8]

## الديانة
أغلبية السكان الولاية هم مسيحيون ، حيث يبلغ عددهم 82٪ من السكان الولاية (البروتستانتية 45٪ - المعمدان 16٪ - الميثودية 9٪ - الأسقفية 8٪ - كنيسة المسيح المتحدة 8٪ - المسيحية الأخرى 14٪ ) أما 17% من السكان بدون ديانة، 1 % الأديان الأخرى

## الاقتصاد

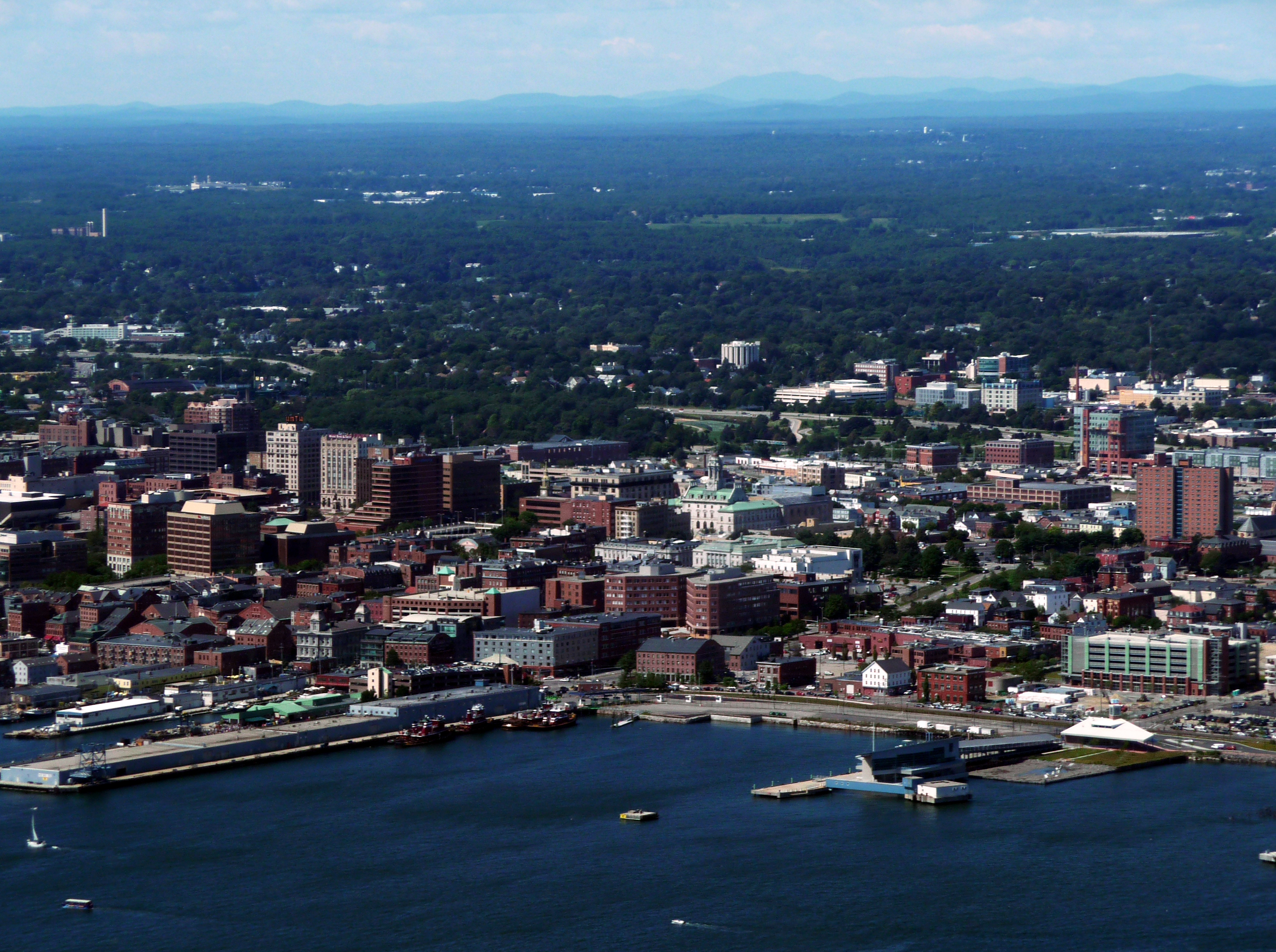
منطقة الميناء القديم من بورتلاند

يقدر الناتج المحلي لولاية لعام 2010 كان 52 مليار دولار، وكان دخل الفرد لعام 2007 هي 33,991، ويبلغ معدل البطالة في ولاية ماين 7.4٪. تلعب الموانئ مين دور رئيسيا في مجال النقل، وأيضا يوجد في مين قليل من الشركات الكبيرة.
تنتج ولاية مين الدواجن والبيض و منتجات الألبان والماشية والتوت البري والتفاح ، وتشتهر مقاطعة آروستوك
بانتاج البطاطا، المياه الجوفية والينابيع في مين الغربية هي المصدر الرئيسي للمياه المعبأة في زجاجات.
المخرجات الصناعية في ولاية ماين تتكون بصورة رئيسية من المنتجات الورقية، والخشب والمعدات الإلكترونية، والمنتجات الجلدية، والمنتجات الغذائية، والمنسوجات، والتكنولوجيا الحيوية وبناء السفن البحرية.

## المقاطعات
1. مقاطعة أندروزكوجين
2. مقاطعة آروستوك
3. مقاطعة كمبرلاند
4. مقاطعة فرانكلين كاونتي
5. مقاطعة هانكوك
6. مقاطعة كنبك
7. مقاطعة نوكس كاونتي
8. مقاطعة لينكون
9. مقاطعة أكسفورد
10. مقاطعة بينويسكوت
11. مقاطعة بيسكاتاكويس
12. مقاطعة ساجاداهوك
13. مقاطعة سومرست
14. مقاطعة والدو
15. مقاطعة واشنطن
16. مقاطعة يورك

## المستشفيات
1. مستشفى القديس يوسف
2. مستشفى أكاديا
3. مستشفى جبل صحراء الجزيرة
4. مستشفى بردجتون
5. مستشفى سانت أندروز
6. مستشفى بارك فيو
7. مستشفى نيويورك
8. مستشفى الداخلية